# Ceramium rubrum
Цераміум червоний (Ceramium rubrum) — червона водорість родини цераміум (Ceramium).

## Будова
Росте невеликими кущиками до 15 см. Має сильно розгалужені циліндричні слані, які складаються з великої кількості клітин, вкритих зовнішнім шаром "кори". На кінцях вони звужені. 

## Поширення та середовище існування
Зустрічається на каменях і підводних опорах. Один з найбільш поширених в наших морях видів червоних водоростей. Росте у морях усього світу.

## Практичне застосування
Цераміум має цілющі властивості. Зокрема, його слань використовують, як глистогінне. Після висихання форма цераміума не змінюється, і тому такі кущики іноді використовують, як сувеніри.